# Сигијеви
Сигијеви (малт. Siġġiewi, званично Città Ferdinand) је један од 11 званичних градова на Малти. Сигијеви је истовремено и једна од 68 општина у држави.

## Природни услови
Град Сигијеви се сместио у јужном делу острва Малта и удаљен је од главног града Валете 12 километара јужно.
Насеље се развило близу јужне обале острва, али је главни део насеља смештен на платоу. Подручје града је величине 19,9 км² (површински велика општина за Малту), са покренутим тереном (100-120 м надморске висине).

## Историја
Подручје Сигијевија било је насељено још у време праисторије и било је активно у старом и средњем веку, али није имало већи значај до 18. века.
Данашње насеље вуче корене од велике опсаде острва од стране Турака 1565. године. После тога владари Малте, Витезови светог Јована су изградили на овом месту утврђено насеље (за звањем града од 1797. године), чији се обим није много мењао током каснијих епоха и владара (Наполеон, Велика Британија), све до новијег времена.
Град је веома страдао од нацистичких бомбардовања у Другом светском рату, али је после тога обновљен.

## Становништво
Становништво Сигијевија је по проценама из 2008. године бројало нешто преко 9 хиљада становника. Више је малтешких насеља која немају звање града су већа од њега.

## Галерија
- Општина Сигијеви
- Градске алеје
- Вердалска палата у зеленилу